# Nicolas Gauvrit
 (février 2022).
Nicolas Gauvrit (né le 25 septembre 1971 est un universitaire, mathématicien français  spécialisé en sciences cognitives et en psychologie. 

## Biographie
Ancien élève de l'École normale supérieure de Lyon (1992) et agrégé de mathématiques, il soutient en 2001 un doctorat en sciences cognitives à l'École des hautes études en sciences sociales (La logique contextuelle), sous la direction de Michel de Glas, puis est habilité à diriger des recherches. Membre du laboratoire « Cognitions humaine et artificielle » (CHArt), il est maître de conférences à l'INSPE de Lille.

## Travaux en mathématiques appliquées à la psychologie
Nicolas Gauvrit poursuit des recherches sur la modélisation mathématique pour la psychologie. Ses travaux portent sur la perception humaine du hasard, le raisonnement et l'éducation mathématique. Il a notamment contribué à :
- expliquer un biais statistique appelé « fossé de Sloane » découvert dans l'Encyclopédie en ligne des suites de nombres entiers[4] ;
- proposer une explication mathématique simple à la loi de Benford[5] ;
- modéliser mathématiquement le Time Based Resource Sharing Model, un modèle psychologique de mémoire de travail[6] ;
- développer une nouvelle méthode d'estimation de la complexité algorithmique d'une suite courte, la Coding Theorem Method[7],[8],[9] ;
- appliquer la théorie de la complexité algorithmique à divers domaines de la psychologie, comme la mémoire, l'adhésion aux théories du complot ou la psycholinguistique.

Il est membre de la Société française de statistique.

## Pédagogie
Nicolas Gauvrit s'intéresse à la pédagogie de l'esprit critique et au scepticisme rationnel. Il contribue occasionnellement aux magazines Skeptic ou Skeptical Inquirer. Il est membre du comité de parrainage de la revue Science et pseudo-sciences éditée par l'Association française pour l'information scientifique, du Algorithmic Nature Group, et fondateur du site « Esprit Critique Info ».
En octobre 2019, il signe la pétition intitulée « Pourquoi les psychanalystes doivent être exclus des tribunaux ».

## Publications
- Stats pour psycho, De Boeck, coll. « Ouvertures psychologiques », 2005,  (ISBN 978-2-8041-5221-5)
- Statistiques : méfiez-vous !, Ellipses, 2007,  (ISBN 978-2-7298-3070-0)
- Vous avez dit hasard ? : Entre mathématiques et psychologie, Belin / Pour la science, coll. « Bibliothèque scientifique », 2009,  (ISBN 978-2-7011-4622-5)
- Quand les nombres font perdre la boule : numérologie et folie des grandeurs, Sophia-Antipolis, Éditions Book-e-book, coll. « Une chandelle dans les ténèbres », no 5, 2009,  (ISBN 978-2-9153-1215-7)
- Les Psychanalyses : des mythologies du XXe siècle ?, avec Jacques Van Rillaer, Sophia-Antipolis, Éditions Book-e-book, coll. « Une chandelle dans les ténèbres », no 9, 2010,  (ISBN 978-2-9153-1219-5)
- Comme par hasard ! : coïncidences et loi des séries..., avec Jean-Paul Delahaye, Sophia-Antipolis, Éditions Book-e-book, coll. « Une Chandelle dans les ténèbres », no 17, 2012,  (ISBN 978-2-9153-1227-0)
- Culturomics, avec Jean-Paul Delahaye, Odile Jacob, coll. « OJ.SCIENCES », 2012,  (ISBN 978-2-7381-2897-3)
- Causes toujours ! : les pièges de la causalité, avec Isabelle Drouet, Sophia-Antipolis, Éditions Book-e-book, coll. « Une chandelle dans les ténèbres », no 24, 2013,  (ISBN 978-2-9153-1282-9)
- Les Surdoués ordinaires, PUF, 2014,  (ISBN 978-2-1306-2040-2)
- (en) Nicolas Gauvrit, Christian Battista et Étienne LeBel, « Madness in the method: Fatal flaws in recent mediumship experiments », dans Michael Martin et Keith Augustine, he myth of an afterlife. The case against life after death, Rowman & Littlefield, 2015, p. 276-277.
- (co-dir.) Des têtes bien faites : défense de l'esprit critique, avec Sylvain Delouvée, PUF, 2019, 280 p.  (ISBN 978-2-13-081612-6)
- Nicolas Gauvrit et Nathalie Clobert, Psychologie du haut potentiel : Comprendre, identifier, accompagner, De Boeck, 2021, 672 p. (ISBN 9782807328150).
- avec Sébastien Dieguez, L'Expertise sans peine, Éliott éditions, 2023.